# Croatie au Concours Eurovision de la chanson 2017
La Croatie est l'un des quarante-deux pays participants du Concours Eurovision de la chanson 2017, qui se déroule à Kiev en Ukraine. Le pays est représenté par Jacques Houdek et sa chanson My Friend, sélectionnés en interne par le diffuseur croate HRT. Il termine 13e avec 128 points lors de la finale du concours.

## Sélection
Le diffuseur croate confirme sa participation le 17 septembre 2016. Il annonce le 17 février 2017 avoir sélectionné Jacques Houdek comme représentant . Sa chanson, intitulée My Friend, interprétée en anglais et italien, est publiée le 2 mars 2017. 

## À l'Eurovision
La Croatie participe à la deuxième demi-finale, lieu le 11 mai 2017. Arrivé 8e avec 141 points, le pays se qualifie pour la finale du 13 mai 2017, où il termine 13e avec 128 points.